# Lauren Brooke
Lauren Brooke er et pseudonym for de britiske forfattere Linda Chapman og Beth Chambers, der i samarbejde har skrevet romanserien Heartland for børn i perioden 2001-2005. Chambers fulgte op på denne succes med at skrive serien Chestnut Hill med bidrag fra Cathy Hapka.
I 2007 blev Heartland filmatiseret i en (tv-serie, der først blev udsendt på CBC Television i Canada.